# Amore mio (película de 1964)
Amore mio (literal, Mi amor ) es una película italiana de 1964 dirigida por Raffaello Matarazzo. Como adjunto a la dirección trabajó Aldo Grimaldi. Se trata de la última película de Matarazzo, fallecido dos años después.

## Trama
Un vendedor de lanchas rápidas en viaje de negocios salva accidentalmente a una chica que ha intentado suicidarse. Los dos se enamoran y deciden vivir juntos, a pesar de que hay varios inconvenientes. Por un lado la madre de la chica, por otro lado la esposa del vendedor, una mujer independiente y de fuerte carácter, aunque condicionada por el conformismo burgués, que es reacia a concederle la separación. La repentina huida de una hija pequeña del matrimonio, que sale de casa para hablar con su padre, cambiará el destino de la pareja.

## Producción
Después de dirigir tres comedias, Matarazzo volvió al desgarrador melodrama sentimental, con el que tanto éxito había cosechado en la década anterior, aunque debido a algunas dificultades surgidas durante la producción, la película fue distribuida por Titanus solo en los circuitos menores y nunca llegaría a las grandes ciudades.

## Distribución
La película se encuentra disponible en versión completa en la plataforma YouTube. En su momento, fue clasificada "para adultos con reserva" por el Centro Cattolico Cinematografico.

## Ficha técnica
- Título original italiano: Amore mio [1]
- Director : Raffaello Matarazzo
- Guion : Raffaello Matarazzo
- Fotografía : Raffaele Masciocchi
- Montaje : Tomassina Tedeschi
- Música : Carlo Savina
- Decorados : Carlo Leva
- Vestuario : Delia Pellegrini
- Maquillaje : Telemaco Tilli
- Producción : Gilberto Carbone
- Productora : P.A.R. Film Produzioni Artistiche Riunite
- País :  Italia
- Idioma : italiano
- Formato : Negro y blanco - Sonido mono - 35 mm
- Duración : 95 minutos
- Género : Drama sentimental
- Fecha de estreno :
  - Italia : 11 de marzo de 1964. [1])